# Grönlandsyxne
Grönlandsyxne (Platanthera hyperborea) är en orkidéart som först beskrevs av Carl von Linné, och fick sitt nu gällande namn av John Lindley. Enligt Catalogue of Life ingår Grönlandsyxne i släktet nattvioler och familjen orkidéer, men enligt Dyntaxa är tillhörigheten istället släktet nattvioler och familjen orkidéer. Arten har ej påträffats i Sverige. Inga underarter finns listade i Catalogue of Life.

## Bildgalleri

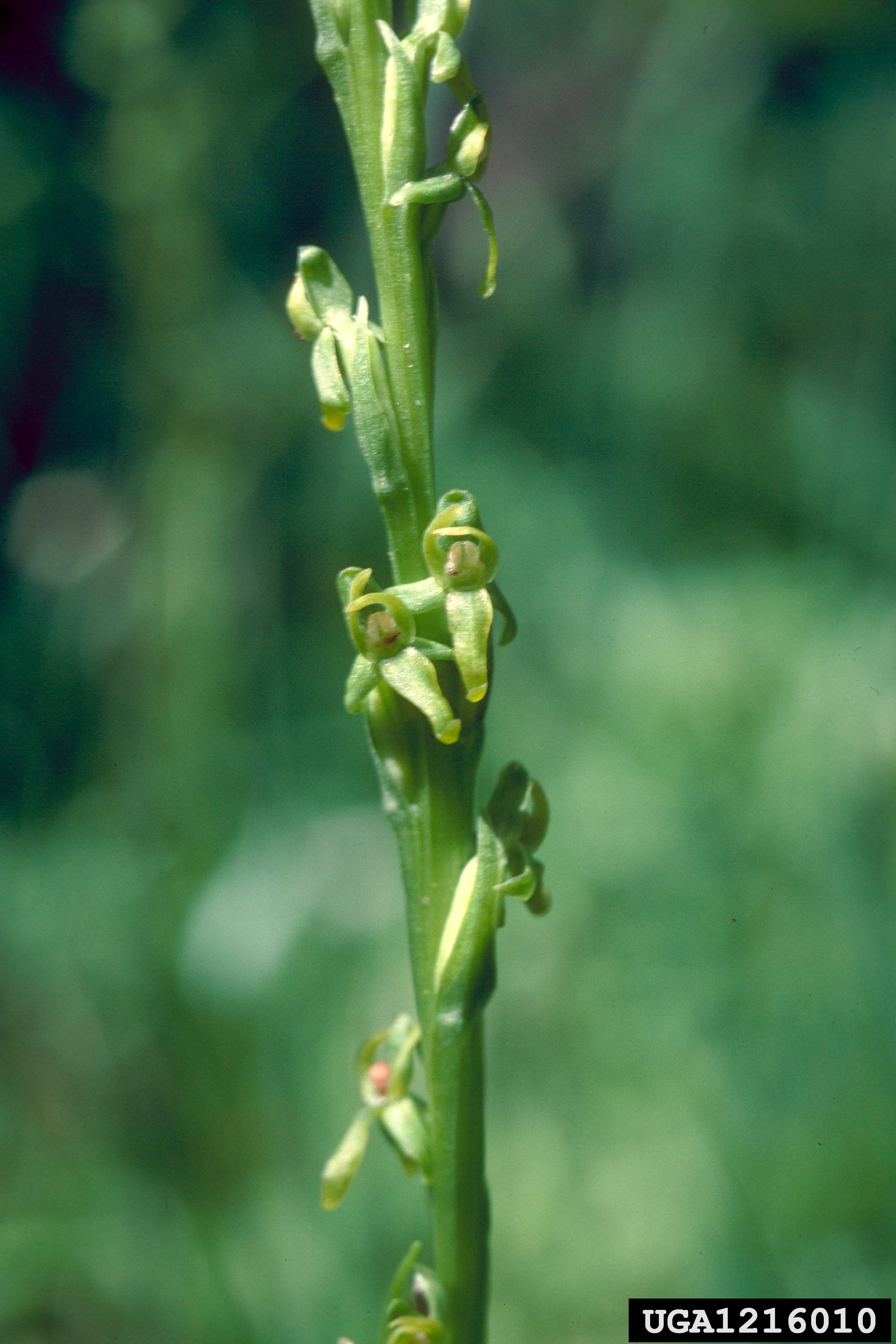
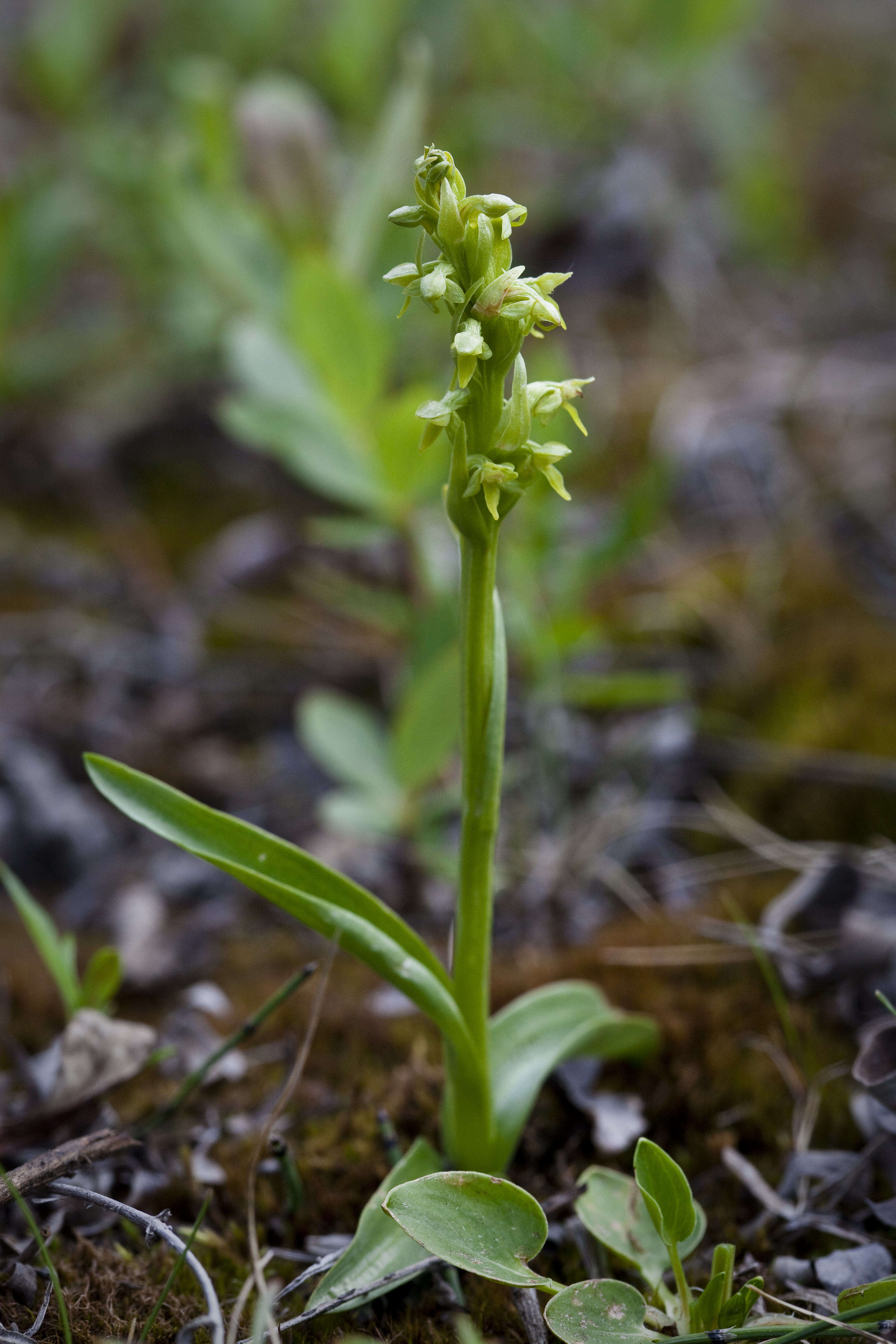
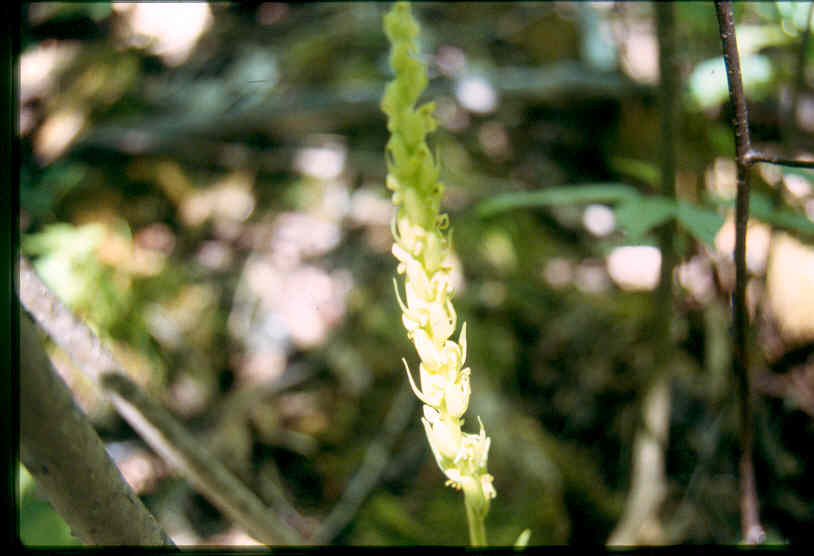
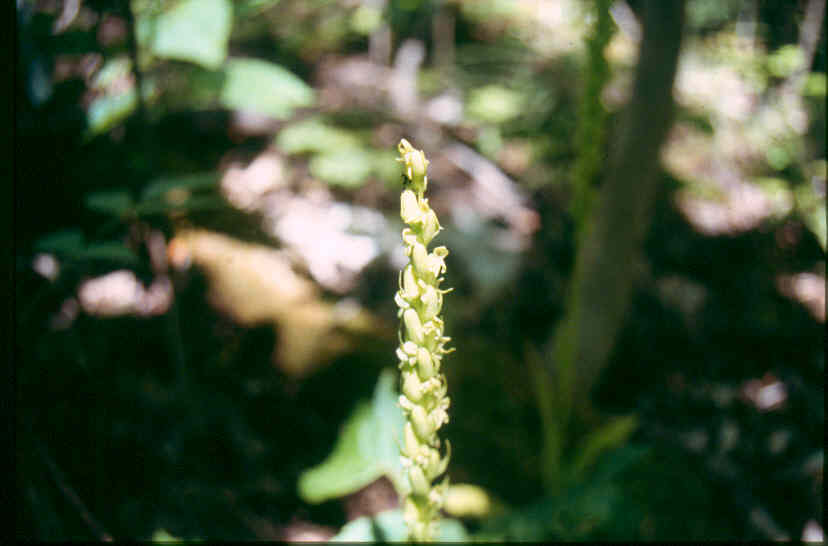